# Révolte juive contre Constance Gallus
Pour les articles homonymes, voir Révolte juive.
La révolte juive contre Constance Gallus relate  l'action des Juifs de la Palestine romaine qui se révoltèrent en 351–352, contre la domination de Constance Gallus, beau-frère de l'empereur Constance II et César de l'Empire romain d'Orient. La révolte fut écrasée par le général Ursicinus envoyé par Gallus. 

## Contexte
L'empereur Constance II, comme son père Constantin le Grand avant lui, a montré une préférence pour la religion chrétienne, qu'il a favorisée sur toutes les autres, y compris le judaïsme. Contrairement à son père, cependant, Constance a permis aux chrétiens de persécuter les païens et les juifs. Certains membres du clergé chrétien ont pratiqué l'intolérance envers les non-chrétiens, à la fois par le biais du bras séculier et en dirigeant des foules en colère, qui ont attaqué et détruit les synagogues et les temples. 
Finalement, les Juifs ont réagi, s'opposant au prosélytisme chrétien et faisant preuve d'intolérance envers les chrétiens juifs. Les sermons ardents prêchés dans les synagogues contre Edom étaient en fait dirigés contre les Romains qui, après avoir supprimé l'indépendance politique des Juifs, réprimaient maintenant leur religion. 

## Révolte
En 350, l'empereur Constance II était engagé dans une campagne à l'Est contre les Sassanides. Il a cependant été contraint de retourner en Occident pour contrer l'usurpation de Magnence, qui avait assassiné le frère et collègue de Constance. Constance II a donc nommé son cousin Gallus, César d'Orient, le 15 mars 351 à Sirmium. Gallus est arrivé à Antioche, sa capitale, le 7 mai de la même année. Pendant la période entre le passage de Constance à l'Ouest et l'arrivée de Gallus à l'Est, ou immédiatement après l'arrivée du César à Antioche, les Juifs se sont révoltés en Palestine. 
La rébellion était dirigée par Isaac de Diocésarée (également connu sous le nom d'Isaac de Sepphoris), aidé par un certain Patricius, également connu sous le nom de Natrona, un nom à connotation messianique et avait son épicentre dans la ville de Diocaesarea (le référent gréco-romain de Sepphoris),. Jérôme rapporte que la révolte a commencé par un assaut nocturne contre la garnison romaine, qui a été détruite, et a permis aux Juifs de se procurer les armes nécessaires. Selon l'auteur du 9e siècle Théophane le Confesseur les rebelles ont tué ensuite des gens de différentes origines ethniques, païens grecs Hellènes et Samaritains,. Il est le premier auteur à affirmer cela. 
En 351 ou 352, Gallus envoya son magister equitum Ursicinus pour réprimer avec force la révolte. Tibériade et Diospolis deux des villes conquises par les rebelles, ont été presque détruites, tandis que Diocaesarea a été rasée. Ursicinus a également ordonné la mort de plusieurs milliers de rebelles. Gallus a tué plusieurs milliers de personnes selon Jérôme, y compris même celles qui étaient trop jeunes pour se battre. Un midrash suggère que Patricius a été tué dans la bataille.

## Conséquences
Après les événements, une garnison permanente a occupé la Galilée. 

## Remarques
1. ↑  Lazare, p. 46.
2. 1 2 3  Lazare, p. 47.
3. ↑  36° 12′ N, 36° 09′ E
4. ↑  Socrates Scholasticus, ii.28.2.
5. ↑  Yalkut Shemoni Shemot 191
6. ↑  Socrates Scholasticus, ii.33; Sozomen, iv.vii.
7. ↑  32° 45′ 08″ N, 35° 16′ 52″ E
8. ↑  Gunter Stemberger, Jews and Christians in the Holy Land : Palestine in the Fourth Century, A&C Black, 1999, 162 p. (lire en ligne)
9. ↑  The Cambridge Ancient History, Volume 13, Cambridge University Press, 1998, 453 p. (lire en ligne)
10. 1 2  Chronica, 15–21; Theophanes, AM 5843.
11. ↑  The Eastern frontier of the Roman Empire : proceedings of a colloquium held at Ankara in September 1988, Volume 2, B.A.R., 1989
12. ↑  Banchich
13. ↑  32° 47′ 23″ N, 35° 31′ 29″ E
.
14. ↑  31° 56′ 54,59″ N, 34° 53′ 20,4″ E
15. ↑  (en) Philostorgius : Church History (trad. Philip R. Amidan), Atlanta, 2007, 284 p. (ISBN 978-1-58983-215-2, lire en ligne), p. 222
16. ↑  « PATRICIUS », sur jewishencyclopedia.com (consulté le 12 juin 2023).

### Sources primaires
- Socrates Scholasticus, Historia ecclesiastica
- Sozomen, Historia ecclesiastica
- Théophane le confesseur, Chronographia

### Sources secondaires
- Thomas M. Banchich, "Gallus Caesar (15 mars 351 - 354 AD)", De Imperatoribus Romanis, 1997.
- (en) Bernard Lazare, Antisemitism : its history and causes, Lincoln, NE, University of Nebraska Press, coll. « Bison books », 1995, 208 p. (ISBN 978-0-8032-7954-4, lire en ligne) .
- "Patricius", Encyclopédie juive